# ツマンスキー R-25

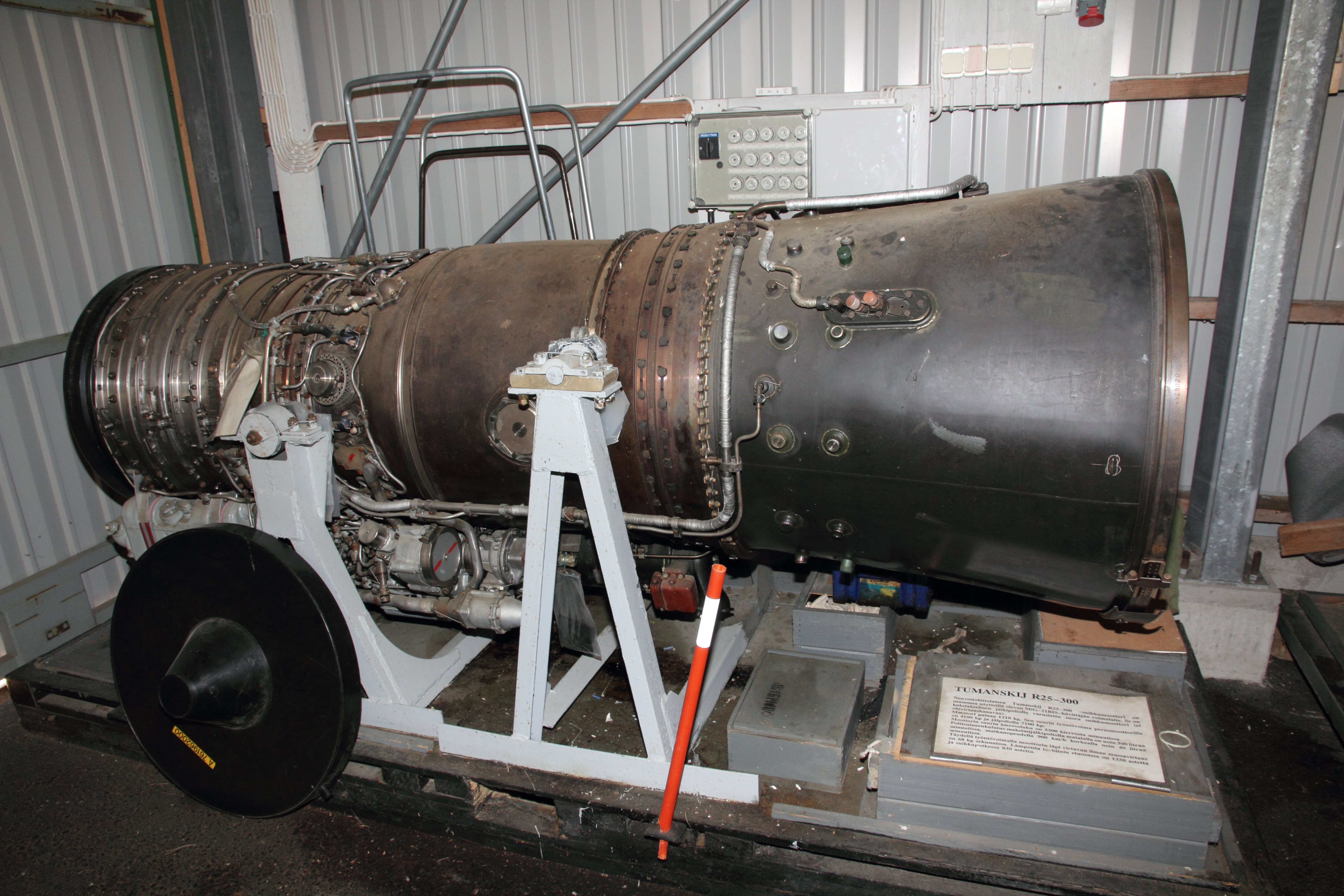
R-25-300

ツマンスキー R-25(ロシア語 Р-25)はツマンスキー R-11を原型として開発されたと見られるターボジェットエンジンである。セルゲイ・アレクセイエヴィチ・ガブリロフの主導の下で設計された。

## 設計と開発
ツマンスキー R-25はMiG-21戦闘機のツマンスキー R-13を置き換える目的で設計された。R-25は新型圧縮機で圧縮比と空気流量を増やし、可変2段式アフターバーナーとチタンの大幅な採用を特徴とする2軸軸流式ターボジェットである。
R-25ジェットエンジンの仕様には2台目のアフターバーナー用の燃料ポンプの追加がある。ЦР(чрезвычайный режим - 緊急モード)(CSRモード) 加速装置の使用によってエンジンは高度4,000メートル (13,000 ft)で推力96.8キロニュートン (21,800 lbf)を出力する。格闘戦において1分間の運転に制限されており戦闘時の非常時において3分間が限界でそれ以上使用するとエンジンが過熱して爆発の可能性がある。CSRモード使用後はエンジンを取り外して分解整備が必要でエンジンの稼働時間記録簿に使用回数を記録する。
これは既に運用時間に制限のあったソ連製エンジンの寿命を縮め、分解整備が必要なので整備費用が大幅に上昇するがCSRによる推力の上昇により、MiG-21は推力重量比が1:1以上になるので、初期型のF-16を上回る。旧世代の機体に先進的な電子機器とミサイルに更新することによって1982年のレバノン内戦時にF-15Aに対してシリアのMiG-21のみ損傷を与えた。
R-25エンジンは、ソ連製MiG-21シリーズの最終型であるMiG-21bisのみに搭載された。Su-15の改良型であるSu-15bisに搭載する計画もあったが、MiG-21bisの生産が優先されたことなどから、Su-15bisの生産計画自体が中止された。1971年から1975年にかけて累計3,200基のR-25が生産された。このエンジンは同様にインドのヒンドスタン航空機(HAL)でMiG-21bis用にライセンス生産された。

## 仕様諸元 (R-25-300)
一般的特性
- 形式: アフターバーナー装備式ターボジェット
- 全長: 4,615 mm (181.7 in)
- 直径: 1,191 mm (46.9 in)
- 乾燥重量: 1,212 kg (2,670 lb)

構成要素
- 圧縮機: 2軸式軸流式圧縮機

性能
- 推力: 

  - 55キロニュートン (12,000 lbf) [1] 戦闘時
  - 68.5キロニュートン (15,400 lbf) アフターバーナー使用時
  - 96.8キロニュートン (21,800 lbf) 3分間アフターバーナー使用時 (CSR モード、高度 < 4,000メートル (13,000 ft))
- 全圧縮比（英語版）: 9.5:1
- タービン入口温度: 1,040 °C (1,904 °F)
- 燃料消費率: 

  - 93 kg/(h·kN) (0.91 lb/(h·lbf)) アイドル時
  - 98 kg/(h·kN) (0.96 lb/(h·lbf)) 最大戦闘出力時
  - 229 kg/(h·kN) (2.25 lb/(h·lbf)) アフターバーナー使用時
- 推力重量比: 56.5 N/kg (5.8:1), 79.9 N/kg (8.1:1) アフターバーナーで加速時